# Grivna

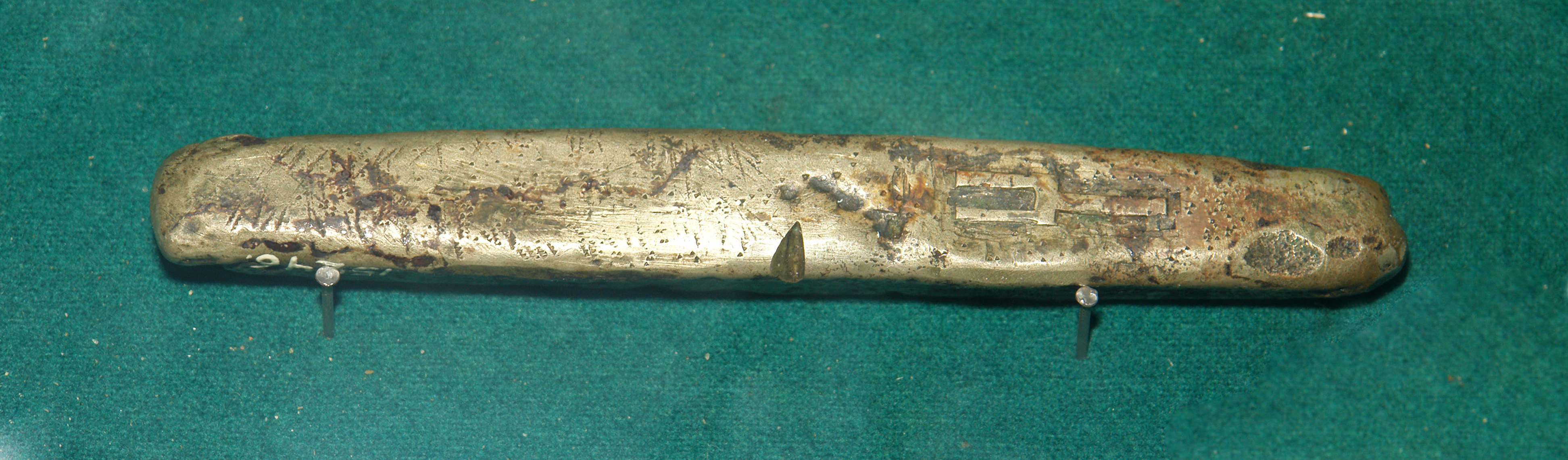
Une grivna ancienne contremarquée, un lingotin de 200 g en argent métal.

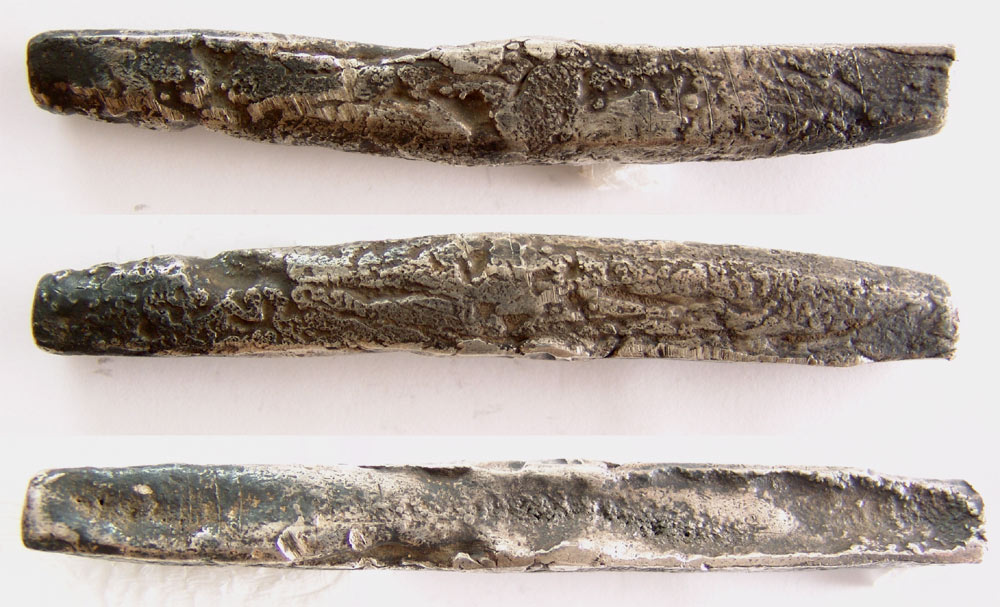
Des grivnas de Novgorod découvertes dans les environs de Koporye.

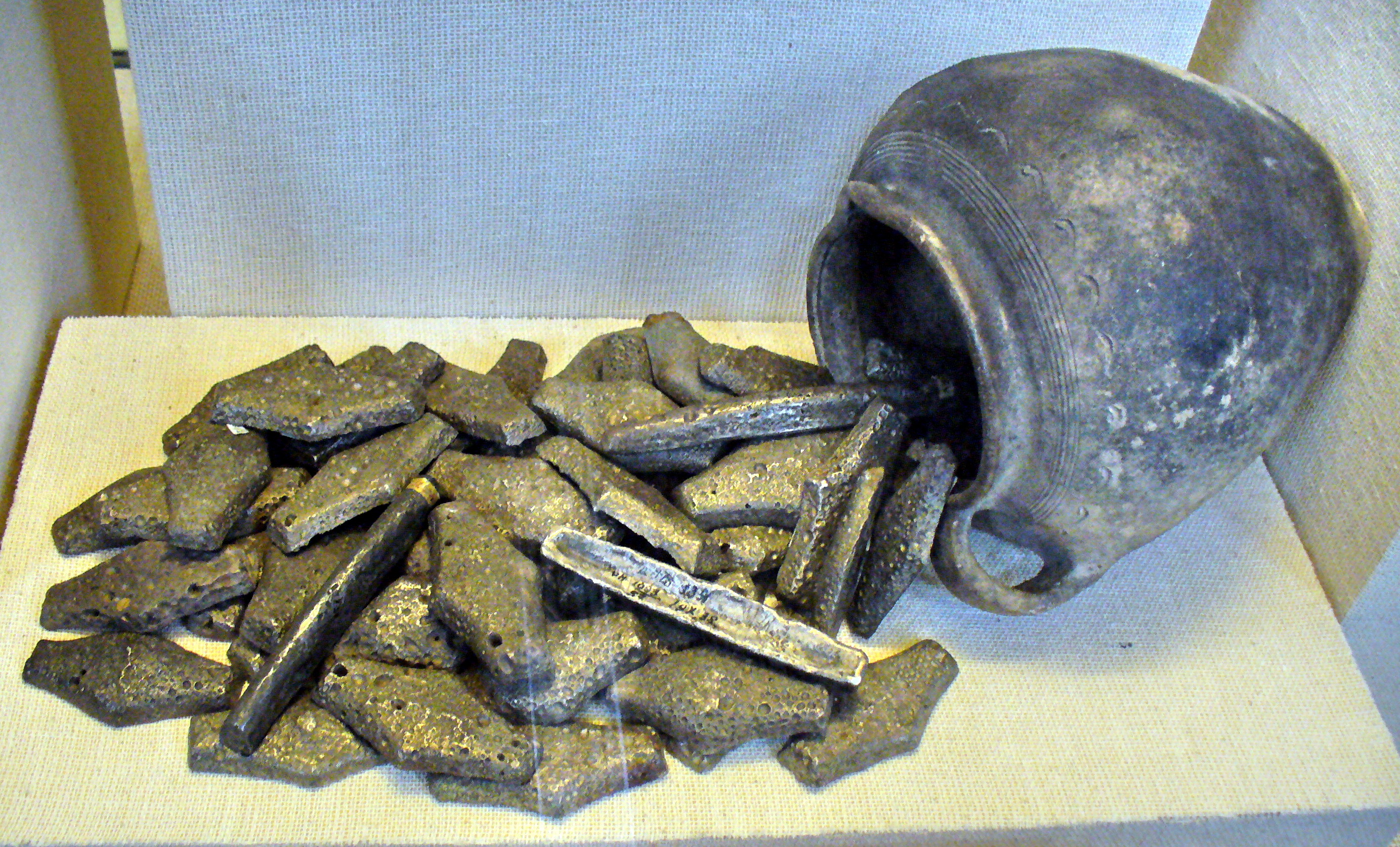
Trésor datant de la Rus' de Kiev : grivnas rhombiques et fuselées en argent (XIII, musée historique d'État de Moscou).

La hryvnia  ou grivna (proto-slave : grivĭna, ruthène : гривьна, grivĭna, ukrainien : гри́вня hryvnia, biélorusse : гры́ўня hryŭnia,  bulgare : гри́вна grivna, serbo-croate : гри̑вна grȋvna, polonais : grzywna, tchèque : hřivna ; toutes de proto-slave griva « cou, crinière ») était une unité de masse, destinée principalement à l'argent métal, longtemps en usage à partir du Moyen Âge, en Europe centrale et de l'Est, et jusqu'au XVIIe siècle.
La grivna était un marc monétaire. Matériellement, elle prend la forme de lingotin coulé sous une forme fuselée ou rhombique, parfois estampillé avec un timbre d'authenticité. Des barres en argent de ce type et de même poids, mais sans contremarque et parfois martelées, ont été découvertes dans le trésor de Spillings datant de l'âge des Vikings, au maximum du Xe siècle.
Il y avait plusieurs grivnas différentes telles que la grivna de la Rus' de Kiev (sous Vladimir le Grand, entre 980 et 1015), qui pesait entre 163 et 165 g, la grivna de Novgorod, la grzywna de Chełmno ou la grzywna de Cracovie. C'était l'équivalent des différents marcs de l'Ouest, qui pesaient plus lourd, et qui comptaient pour une demi-livre ancienne.
Par exemple, la grivna de Cracovie pesait entre 196,26 g au XIVe siècle, et 201,86 g au début du XVIe siècle. Elle était subdivisée ainsi : 1 grivna = 4 wiarduneks (ferto ou quart) = 8 onces = 16 drams = 24 skojecs = 96 grains = 240 deniers = 480 oboles.
Dans la Russie du XVIIe siècle (Novgorod), la (petite) grivna pesait environ 204,756 2 g (1/80 du poud de 16,380 496 4 kg). À côté de la (petite) grivna, il y avait la grande grivna, ou livre russe (en russe : фунт, funt), dont le poids était le double de la (petite) grivna. 
Selon l'une des étymologies communément acceptées, le mot « rouble » proviendrait du verbe рубить (rubit), c'est-à-dire, couper, sectionner. Les roubles étaient les morceaux obtenus à partir de la fragmentation coutumière d'un petit lingot d'argent appelé une grivna, dont la tradition veut que ces petits lingots soient débités à la hache. Elle sert d'unité monétaire jusqu'au XVIe siècle.
En 1407, les commerçants en fourrures de Pskov donnaient 15 grivnas prenant la forme de 15 morceaux de peaux de martre (kouni) estampillées d'un timbre de garantie (verschok), contre une demi grivna d'argent de la grosseur d'un doigt, partie que l'on appela « rouble ». En république de Novgorod, gouvernée par les boyards (conseil des nobles), où les décisions les plus importantes étaient prises par le Vétché, la grivna d'argent était divisée en 48 zolotniks.
À partir de 1721, le rouble impérial russe est divisé en 10 grivnas ; la pièce en argent de 1 grivna (гри́вна) ou grivennik vaut 10 kopecks et pèse entre 2,8 et 2,59 g.
Le nom de la monnaie actuelle de la république d'Ukraine, hryvnia, a pour origine la grivna.